# Godwin Mensha
Godwin Mensha (Lagos, Nigeria, 1989) es un futbolista nigeriano. Juega de delantero y su equipo es el Foolad F. C. de la Iran Pro League.

## Trayectoria
Empezó su carrera en España, donde jugó para el C. D. Pedroñeras, el C. D. Madridejos, el C. F. Talavera, la U. D. Socuéllamos y la S. D. Compostela. Tras su paso por España se marchó a Malta y jugó para el Balzan F. C. y el Mosta F. C. Posteriormente, se marchó a Irán para jugar primero en el Paykan FC y posteriormente en el Persépolis F. C. de la Iran Pro League. Posteriormente tuvo otra experiencia en el mismo país con el Esteghlal FC.
Tras haber abandonado Irán en mayo de 2019, en julio del mismo año fichó por el Ajman Club de la Liga Árabe del Golfo. La experiencia duró un par de meses y, después de varias semanas sin equipo, regresó a Irán para jugar primero en el Gol Gohar Sirjan F. C. y después en el Mes Rafsanjan F. C. y el Foolad F. C.